# Federico Pescanese
Federico Pescanese, né le 18 janvier 1948 à Cassino (Latium), est un auteur français.

## Biographie
Immigré avec sa famille à Villeurbanne (Rhône) à l'âge de 10 ans, il a fait des études, d'abord au lycée du Parc de Lyon puis à l'École supérieure de commerce de Paris.
Professionnellement, il a été consultant, puis gérant d'un organisme de formation et pour finir consultant en accompagnement de cadres seniors dans une structure commune ANPE-APEC.
Militant pour une société solidaire et multiculturelle, il se reconnaît des influences marxistes et situationnistes.
La question de ses identités, successives ou simultanées, est au centre de son roman La recomposition, publié en 2005 aux éditions L'Écume des jours.

## Vie personnelle
Sa vie s'est construite avec une femme kabyle, rencontrée à la Cité internationale, à Paris et trois enfants élevés dans des mélanges culturels italiens, kabyles et français.

## Publications
- La recomposition : roman, l'Écume et les jours, 251 p.  (ISBN 2-9523732-0-5)
- Oublier Aloïs, 2014